# Уран-236
Уран-236 (лат. Uranium-236, 236U)  — ізотоп урану з масовим числом 236. Ізотопна поширеність урану-236 в природі практично дорівнює нулю, він утворюється лише штучно — при захоплені ураном-235 нейтрона, такі реакції можливі в ядерних реакторах. Уран-236 має досить малий переріз реакції з тепловими нейтронами. Таким чином, «допалювати» його, опромінюючи нейтронами, як це роблять, наприклад, з ураном-238 — проблематично. То ж він вважається просто довгоживучим ядерним відходом (період напіврозпаду — близько 23 млн років), його частка у відпрацьованому ядерному пальному — 0.4 %.